# Nomada Studio
Nomada Studio est un développeur indépendant de jeux vidéo basé à Barcelone, en Espagne. Cofondé en 2016 par Roger Mendoza, Adrián Cuevas et Conrad Roset, le studio publie son premier jeu, Gris, en 2018. Il développe un second jeu Neva qui sort le 15 octobre 2024.

## Histoire
Le studio trouve son origine à la suite d'une rencontre imprévue entre Roger Mendoza, Adrián Cuevas et Conrad Roset dans un bar de Barcelone. Les deux premiers, développeurs depuis plus de six ans dans des studios triple-A (respectivement chez IO Interactive, Ubisoft Montréal et Ubisoft Barcelona), cherchaient à travailler sur des projets plus petits et plus privés. C'est alors qu'ils font la rencontre de l'illustrateur Conrad Roset. Au fil de la conversation, ils imaginent un jeu particulièrement esthétique avec des mécaniques de puzzle et une histoire profonde. Cette idée deviendra le projet Gris sur lequel ils travaillent de concert pour le proposer deux ans plus tard, durant la Gamescom, à Devolver Digital, qui accepte de l'éditer. Avec ces nouveaux fonds, les trois hommes fondent Nomada Game, dès 2016, et embauchent des employés,.
Le premier jeu du studio, Gris, voit le jour le 13 décembre 2018, permettant une certaine renommée pour le studio, à la fois grâce à son succès critique (le jeu est salué par l'essentiel de la presse vidéoludique) que commercial (plus de 3 millions de vente en septembre 2024).
Nomada Studio révèle son prochain jeu Neva en mai 2023, durant le Playstation Showcase. Il sort le 15 octobre 2024.

## Ludographie
| Titre | Date de sortie | Genre                             | Plateformes                                                                                               | Éditeur          |
| ----- | -------------- | --------------------------------- | --- | ---------------- |
| Gris  | 2018           | Plates-formes narratif, réflexion | Windows, Linux, macOS, Android, iOS, PlayStation 4, PlayStation 5, Xbox One, Xbox Series, Nintendo Switch | Devolver Digital |
| Neva  | 2024           | Plates-formes narratif            | Windows, macOS, PlayStation 4, PlayStation 5, Xbox Series, Nintendo Switch                                | Devolver Digital |